# Slaget vid Kcynia
Slaget vid Kcynia ägde rum den 1 juni 1656 under Karl X Gustavs polska krig. De svenska trupperna, under befäl av kung Karl X Gustav och Adolf Johan av Pfalz-Zweibrücken, besegrade Stefan Czarnieckis polsk-litauiska trupper.